# Освобождение Л. Б. Джонса
«Освобождение Л. Б. Джонса» (англ. The Liberation of L.B. Jones) — американский кинофильм 1970 года, последняя режиссёрская работа Уильяма Уайлера. Экранизация романа Джесси Хилла Форда «Освобождение Лорда Байрона Джонса». Лента номинировалась на премию «Золотой глобус» в категории «Лучшая актриса-дебютантка» (Лола Фалана).

## Сюжет
Действие происходит в небольшом городке в штате Теннесси. Состоятельный владелец похоронного бюро для цветных Л. Б. Джонс хочет развестись с неверной женой по имени Эмма. Чтобы всё уладить, он обращается к самому уважаемому местному адвокату Оману Хеджпату, который много лет здесь практикует и знает все местные особенности. Эмма, будучи беременной от любовника, не согласна разойтись полюбовно, а хочет отсудить у мужа достаточное для безбедной жизни содержание. Проблема в том, что в ходе бракоразводного процесса неизбежно прозвучит имя её любовника, коим является белый полицейский Уилли Джо Уорт. Не желая допустить столь неслыханный для южного штата скандал, мистер Хеджпат просит Уилли Джо уговорить Л.Б. и Эмму решить вопрос по-тихому. Однако события приобретают трагический оборот…

## В ролях
- Ли Джей Кобб — Оман Хеджпат
- Энтони Зербе — Уилли Джо Уорт
- Роско Ли Браун — Л. Б. Джонс
- Лола Фалана — Эмма Джонс
- Ли Мэйджорс — Стив Мандайн
- Барбара Херши — Нелла Мандайн
- Яфет Котто — Сонни Бой Мосби
- Арч Джонсон — Стэнли Бампас
- Чилл Уиллс — мистер Айк
- Зара Калли — мама Лаворн
- Файард Николас — Бенни